# Aeroportul Hateruma
Aeroportul Hateruma (IATA: HTR, ICAO: RORH) este un aeroport din Taketomi⁠(d), Yaeyama District⁠(d), Prefectura Okinawa, Japonia ce deservește zona Taketomi⁠(d). Aeroportul a fost tranzitat în 2023 de 41 de pasageri. A fost numit după Hateruma Island⁠(d).
Situat la o altitudine de 13 m, aeroportul dispune de o singură pistă. Este operat de Prefectura Okinawa.